# One (canción de Three Dog Night)
«One» es una versión de la banda estadounidense Three Dog Night lanzada como sencillo en 1969 y publicada en el álbum Three Dog Night en el mismo año. Fue lanzada por primera vez en 1968 por el cantante Harry Nilsson en su álbum Aerial Ballet, siendo versionada al año siguiente por Three Dog Night y Johnny Farnham.
A diferencia de la versión original de Nilsson, que no tuvo buena acogida por el público al no entrar en las listas de popularidad, la versión sí tuvo buena aceptación, al ser incluida en el Billboard Hot 100 en el 5º puesto.